# Dorfkirche Kummerow

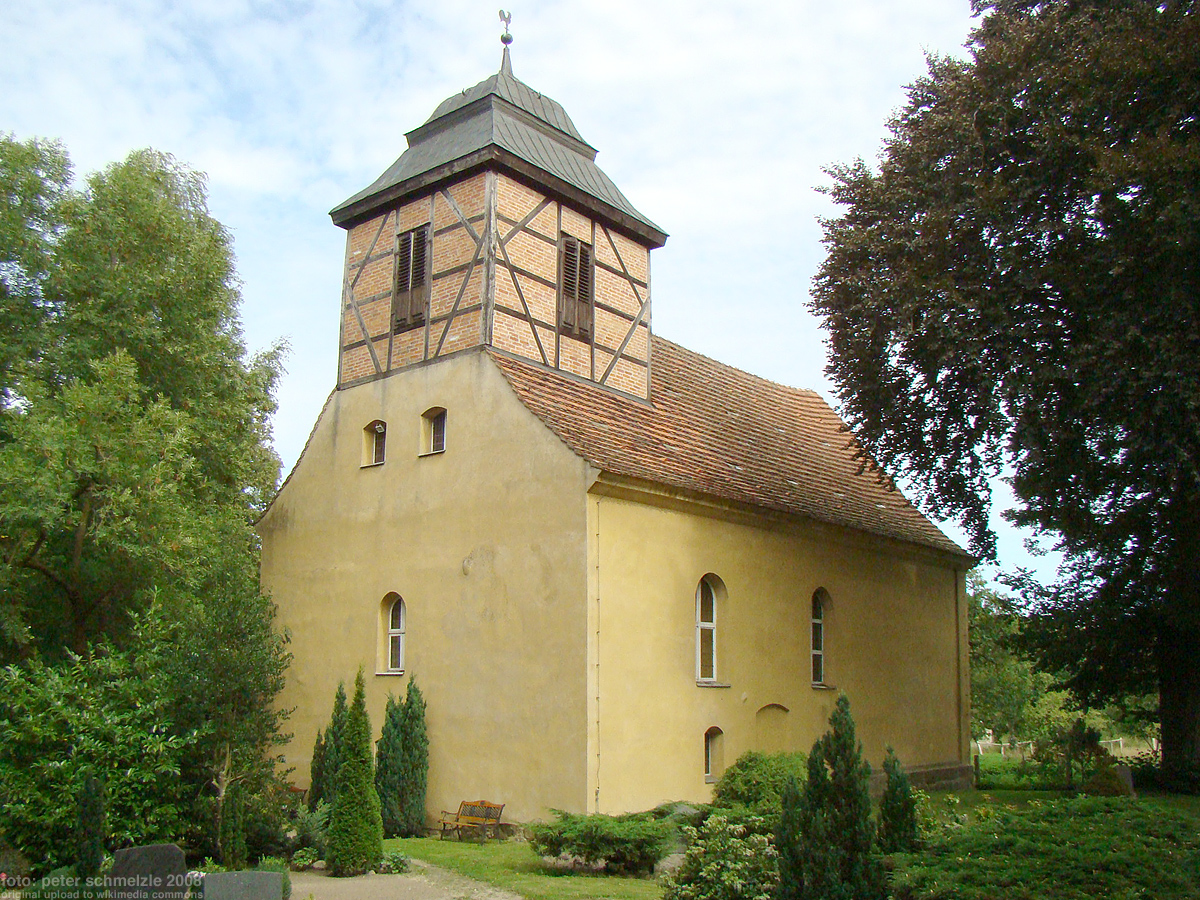
Dorfkirche in Kummerow

Die Dorfkirche in Kummerow im Landkreis Mecklenburgische Seenplatte in Mecklenburg-Vorpommern ist ein historisches Kirchengebäude, dessen heutige Gestalt und Ausstattung im Wesentlichen auf einen Umbau im 18. Jahrhundert zurückgehen.

## Geschichte
Die ursprünglich dem Heiligen Nikolaus geweihte Kirche wurde im Jahr 1222 begründet und ist die älteste Kirche am Kummerower See. Der älteste Teil der Kirche, der Sockel der östlichen Hälfte des Saalbaus, ist aus Granitquadern gemauert und dürfte vom ursprünglichen Bau stammen. Die Kirche wurde dann später nach Westen erweitert, wobei noch in vorreformatorischer Zeit der heutige, überwiegend aus Backsteinen errichtete Baukörper noch ohne Turmaufbau entstand. Das Kirchenpatronat lag bei der Ortsherrschaft, der Familie Maltzahn, deren Wappen sich vielfach im Innern der Kirche auf Grabplatten, Glasmalereien und Patronatsloge wiederfindet. Vermutlich die Zerstörungen des Dreißigjährigen Krieges führten im 18. Jahrhundert unter Axel Albrecht Moltzan zu einer umfassenden Erneuerung der Kirche, wodurch sie neben ihrem am Westgiebel aufgesetzten Fachwerkturm, den verkleinerten Portalen und Fenstern und ihrer barocken Ausstattung auch die verputzte Fassade erhielt. Die Umbauten waren 1750 abgeschlossen. Die Grüneberg-Orgel wurde 1854, der Orgelprospekt 1855 fertiggestellt. Die Kirchenchronik kam im Zweiten Weltkrieg abhanden, so dass geschichtliche Details um das Bauwerk weitgehend im Dunkeln liegen. Die Kirche wurde in der zweiten Hälfte des 20. Jahrhunderts verschiedentlich unter konservatorischen Aspekten renoviert, wobei die Orgel wieder authentische Zinnpfeifen erhielt, die historischen Glasmalereien zur Renovierung 1987/88 nach Lübeck geschmuggelt wurden und fehlende Teile der Ausstattung aus erhaltenen Fragmenten rekonstruiert wurden.

## Beschreibung

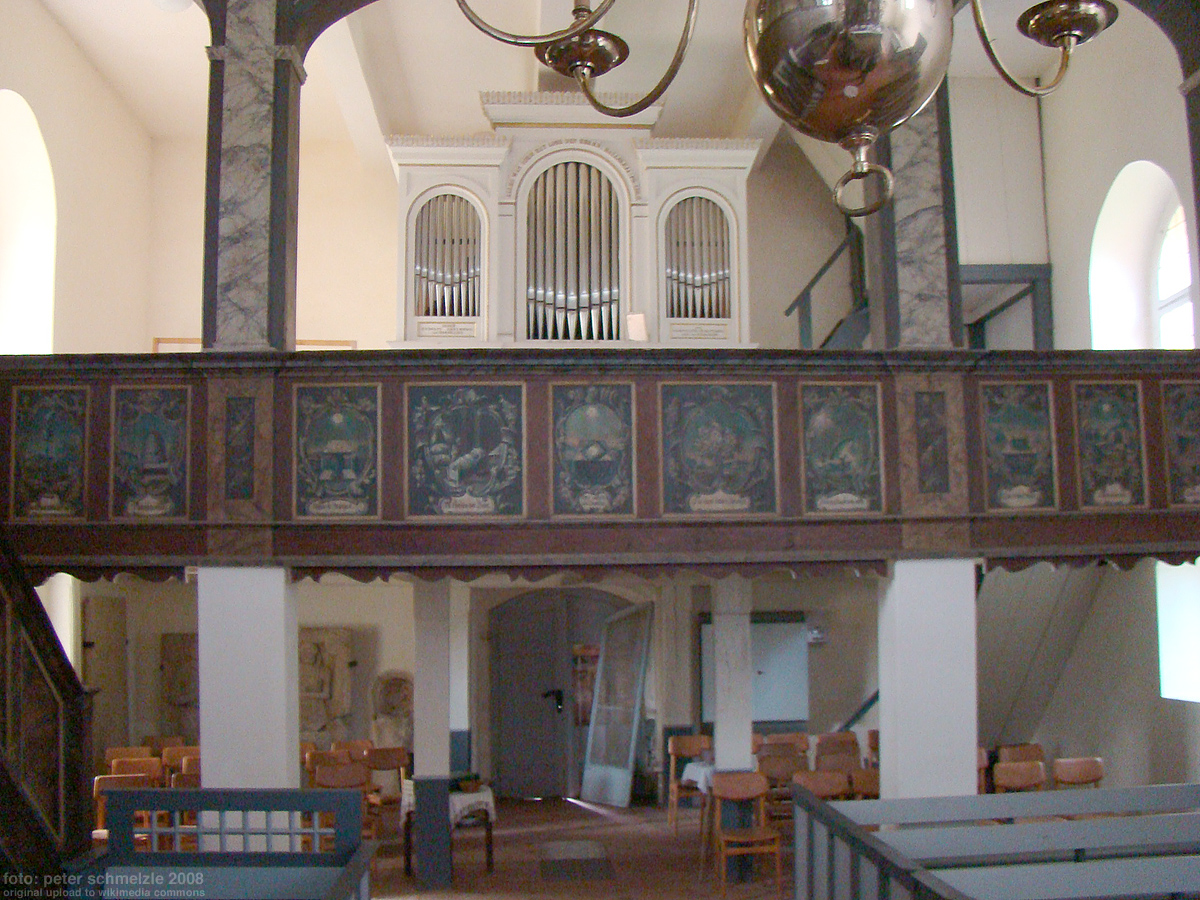
Orgelempore im Westen des Saalbaus

### Architektur
Die Kirche ist ein verputzter rechteckiger Saalbau mit aufgesetztem, rechteckigem Fachwerkturm mit barocker Haube. Im Inneren des Saalbaus ist der Altarbereich nach Osten ausgerichtet, während im Westen eine Orgelempore eingezogen ist, über die auch der Zugang zum Turm erfolgt. An der Südwand des Saalbaus ist eine Patronatsloge eingebaut. Eine nach Norden angebaute Sakristei zählte vermutlich schon zum ursprünglichen Bau, diente lange als Maltzahn-Familiengrablege, war nach 1960 Leichenhalle und dient seit 1993 als Heizraum.

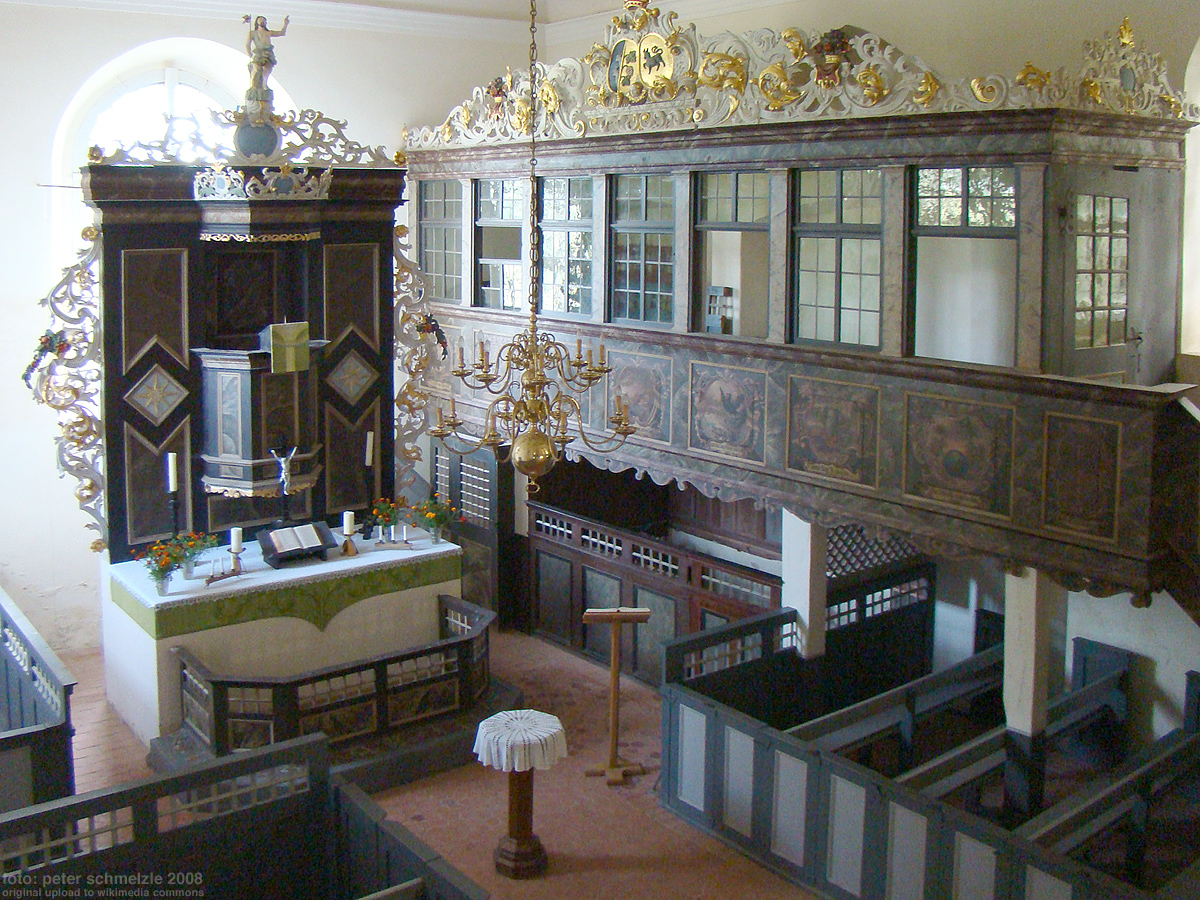
Kanzelaltar und Patronatsloge

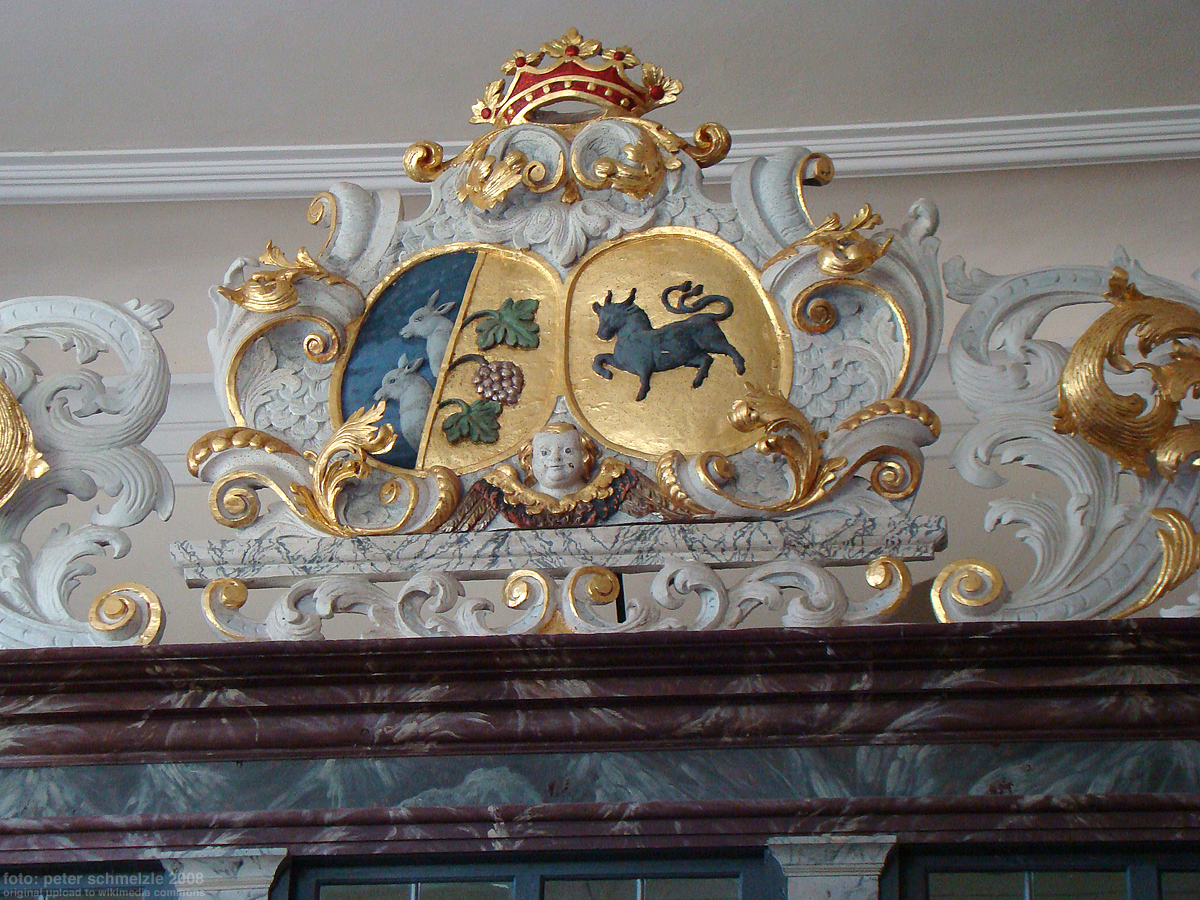
Allianzwappen Maltzahn-Plessen an Patronatsloge

### Ausstattung
Der hölzerne Kanzelaltar weist eine eingebaute Kanzel auf. Den im Mittelteil eher in strengen Formen untergliederten Altar ziert eine schmuckvolle Rahmung aus Akanthusblattwerk. Der Altar ist von einer Jesusfigur bekrönt, die im späten 20. Jahrhundert durch Eckard Labs aus den lediglich noch vorhandenen Füßen einer historischen Figur rekonstruiert wurde.
Die Patronatsloge bildet einen auf Pfosten ruhenden Überbau des Gestühls an der Südwand. Die Brüstung der Loge und die von Westen hinauf führende Logentreppe sind reich mit allegorischen Gemälden verziert. Die höher als die Altarkanzel liegende Loge ist verglast. Wie auch der Altar ist die Loge durch einen Akanthus-Aufsatz geschmückt, in dessen Mitte das Allianzwappen der Familien Maltzahn und von Plessen prangt.
Die Glasmalereien, die heute in einem Fenster in der Südwand am Aufgang zur Patronatsloge zusammengefasst sind, stammen aus der Zeit um 1600 und waren vor der Renovierung dem Zahn der Zeit und dem Vandalismus der Dorfjugend zum Opfer gefallen. Sie wurden aus zusammengekehrten Scherben 1987/88 bei einem Restaurator in Lübeck restauriert und sind heute mit einem zusätzlichen Schutzfenster versehen. Die Motive zeigen im Wesentlichen Maltzahnsche Familienwappen.
Die im Westen eingezogene Orgelempore zeigt an ihrer Brüstung zahlreiche weitere allegorische Malereien. Die Kirchenorgel ist eine Grüneberg-Orgel. Sie wurde 1854 bei Orgelbaumeister Grüneberg in Stettin gefertigt, stellt dessen zweites hergestelltes Instrument (Opus 2) dar und hat fünf Register auf einem Manual und Pedal.
Im Turm der Kirche befinden sich zwei Glocken. Die Bronzeglocke wurde 1837 bei Schünemann in Demmin gegossen und trägt die Inschrift Zu Gottes Ehr ruf ich Euch her, wenn Leid und Schmerz bewegt das Herz. Die gusseiserne Glocke mit der Inschrift Seid fröhlich in Hoffnung, geduldig in Trübsal, haltet an am Gebet! kam 1960 von der Glockengießerei Apolda.

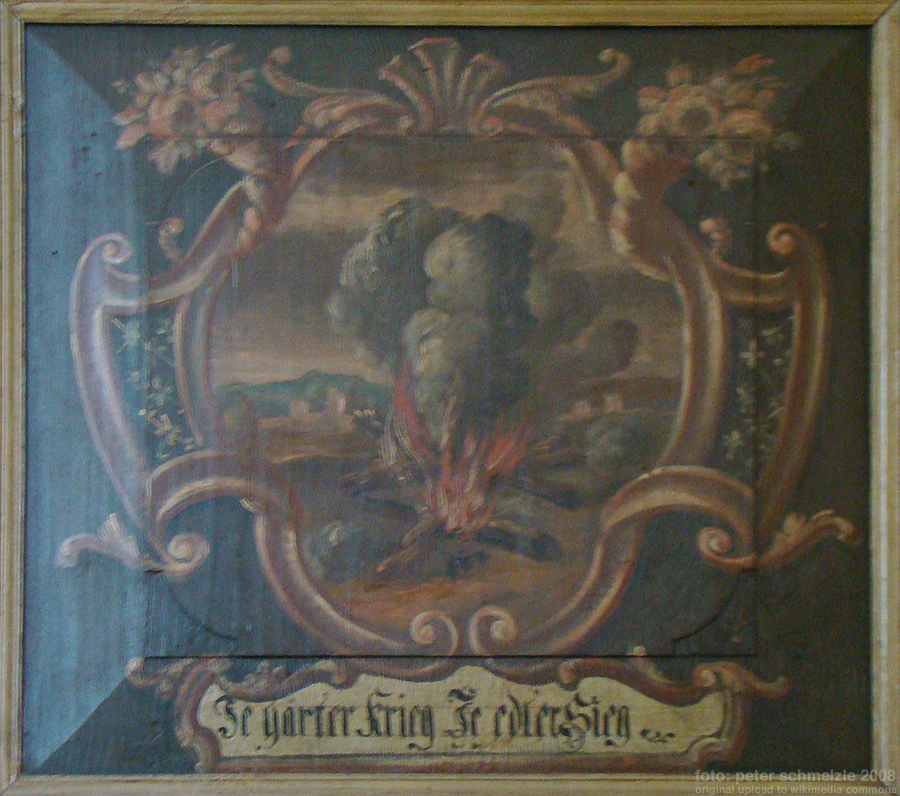
Allegorische Malerei an der Emporenbrüstung
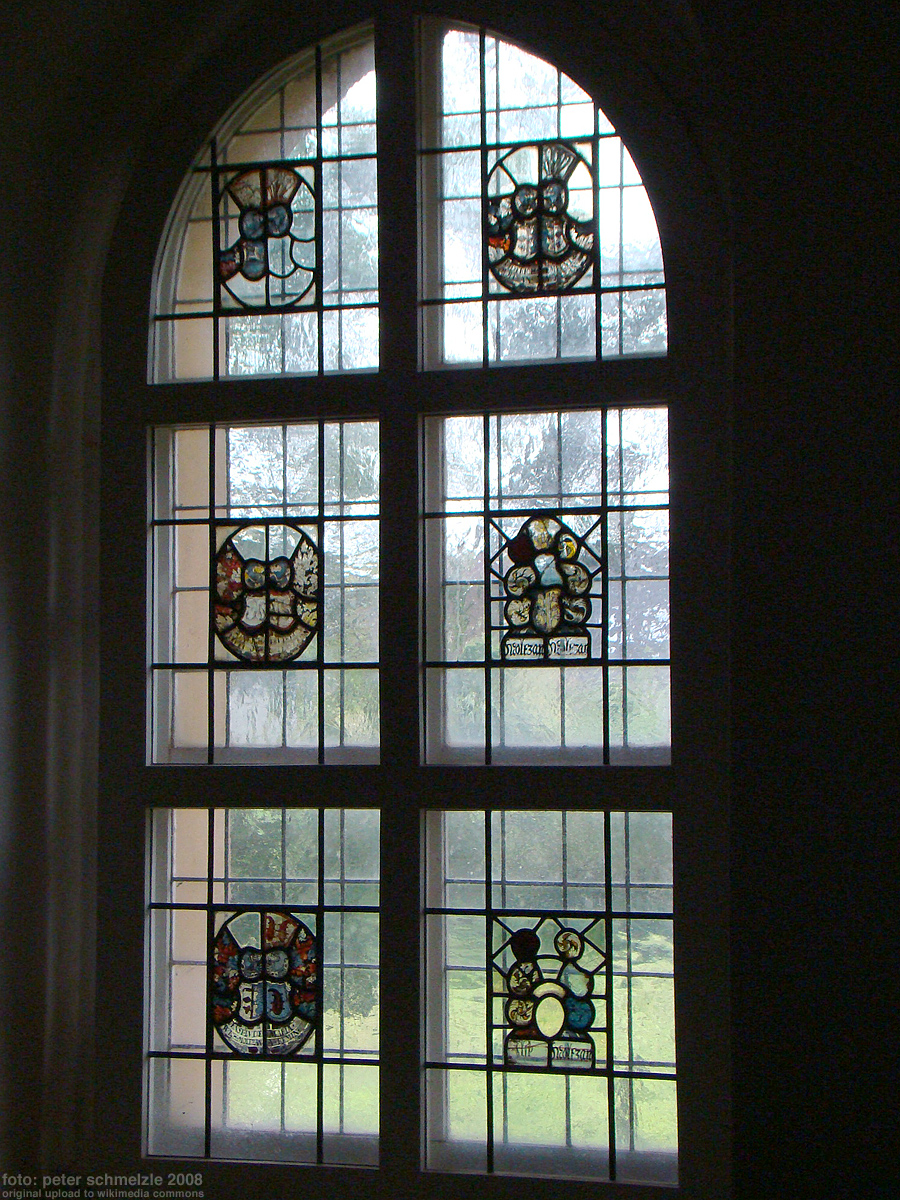
Glasmalereien
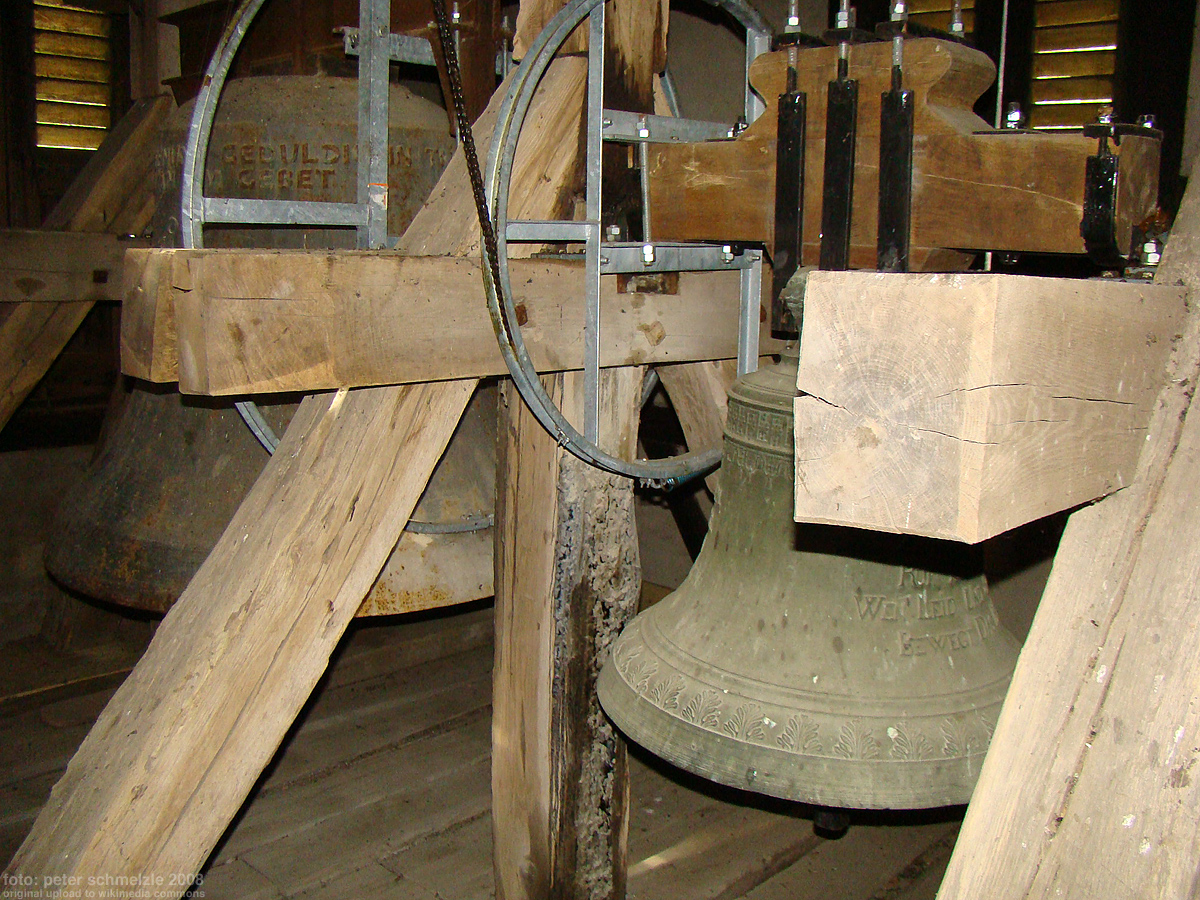
Glockenstuhl

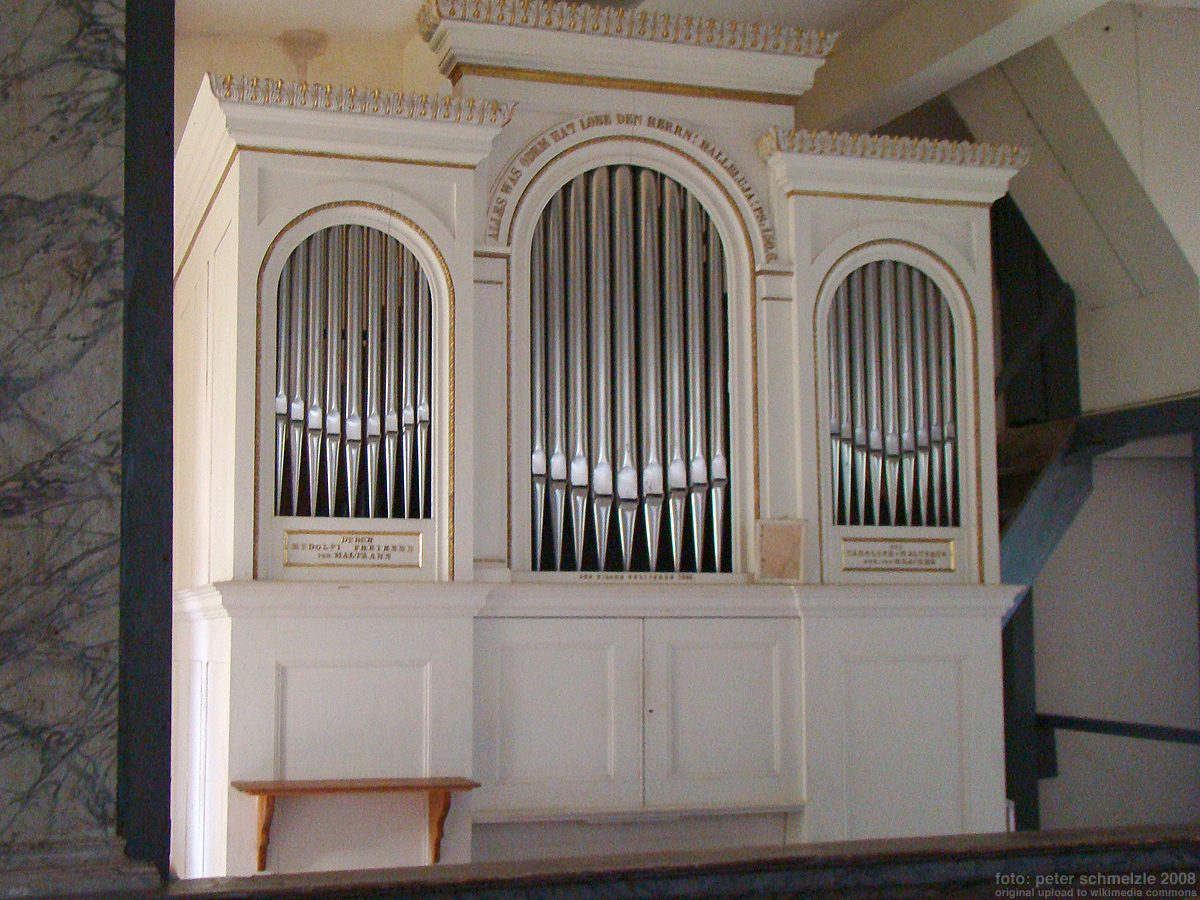
Grüneberg-Orgel

An der Südwand ist die Grabplatte von Jost Maltzahn aus dem 16. Jahrhundert mit einem großen Familienwappen aufgestellt, an der Westwand befinden sich die Grabplatten seiner Witwe Ilse Hahn († 1575) und des Sohns Hartwig Maltzahn († 1591), die die Verstorbenen jeweils als lebensgroße Halbplastiken umgeben von Abstammungswappen zeigen. Eine Besonderheit dieser Grabplatten wie auch der barocken Reliefdarstellung einer Kreuzigungsszene an der Südwand ist, dass sie aus Sandstein bestehen, den es um Kummerow nicht gibt und der aus Schweden beschafft werden musste.
Das vorreformatorische Weihwasserbecken an der Westwand lässt noch undeutlich ein Andreaskreuz erkennen.

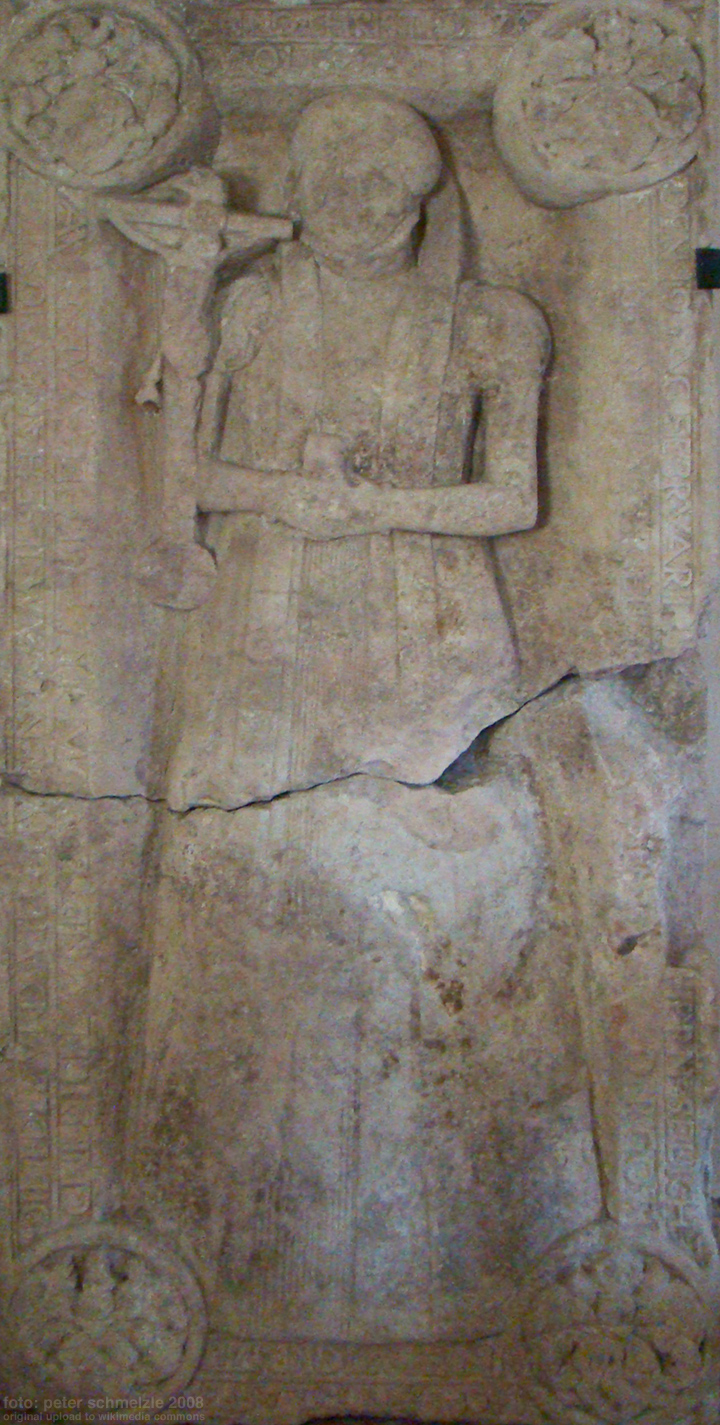
Grabplatte Ilse Hahn († 1575)
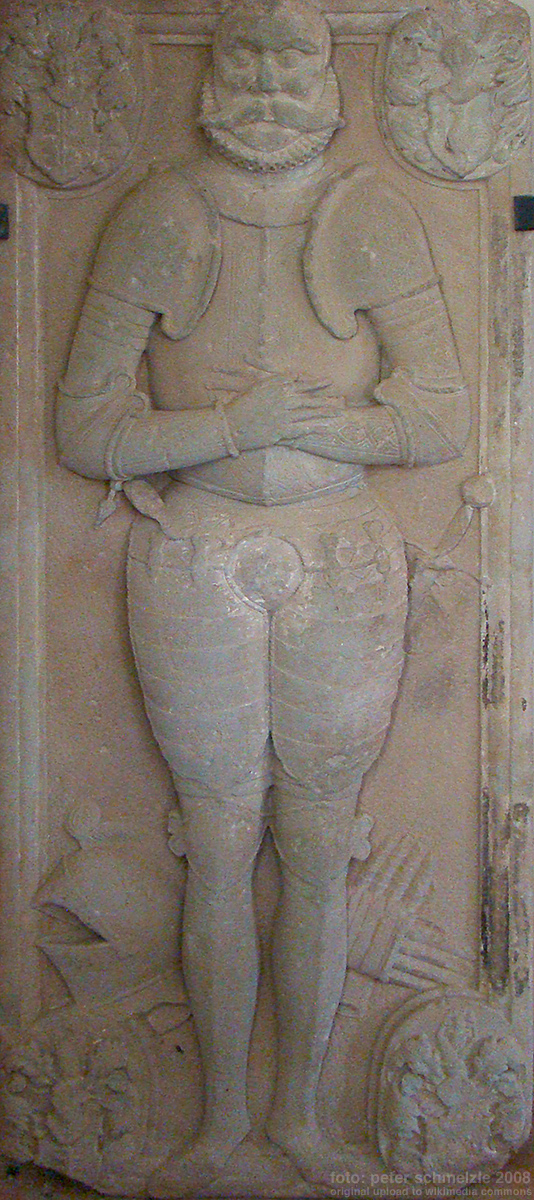
Grabplatte Hartwig Maltzahn († 1591)
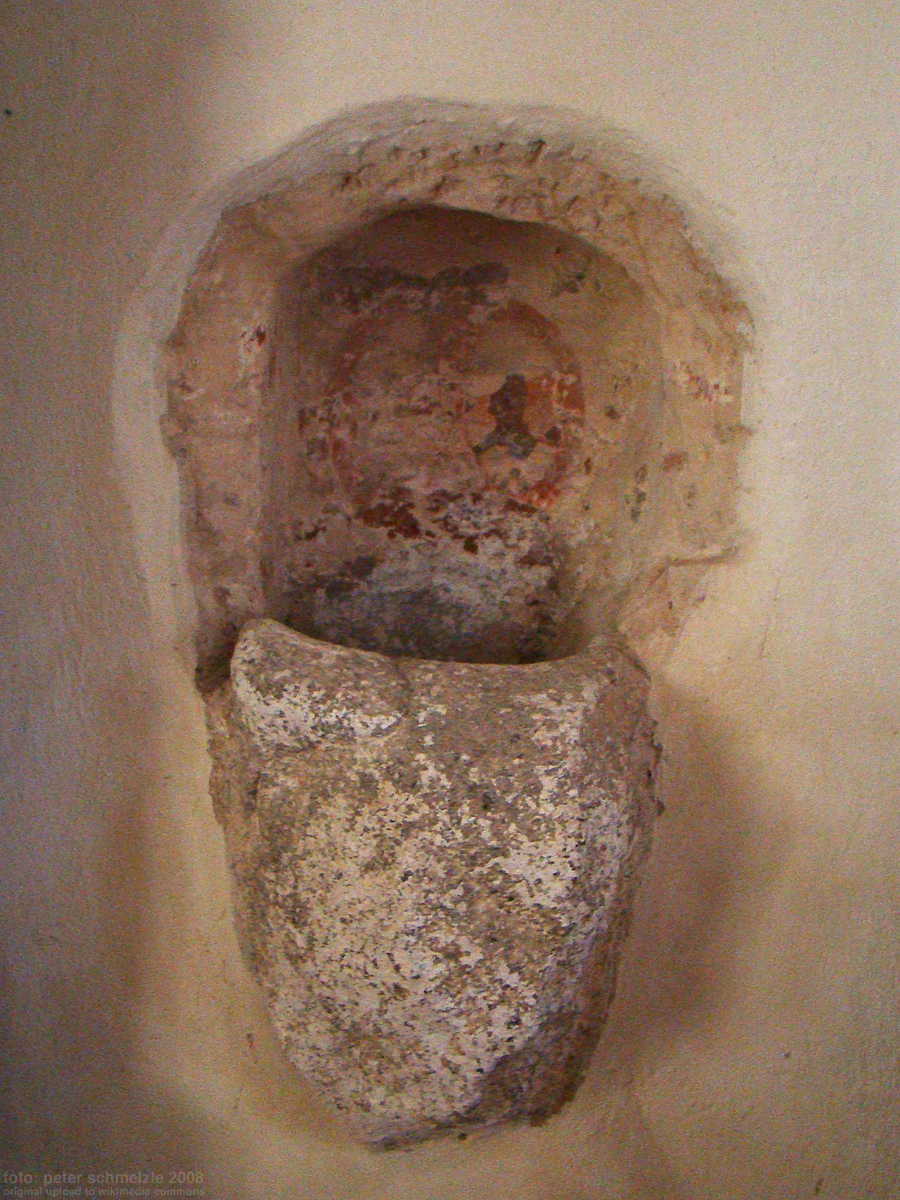
Weihwasserbecken